# Laccodytes takutuanus
Laccodytes takutuanus är en skalbaggsart som beskrevs av Toledo, Spangler och Michael Balke 2010. Laccodytes takutuanus ingår i släktet Laccodytes och familjen dykare. Inga underarter finns listade i Catalogue of Life.